# Ackommodation
För andra betydelser, se Ackommodation (olika betydelser).

Ljus från en enda punkt på ett avlägset objekt och ljus från en punkt på ett närliggande objekt kan båda bringas till fokus (vid olika tillfällen) genom att linsen ges olika krökning.

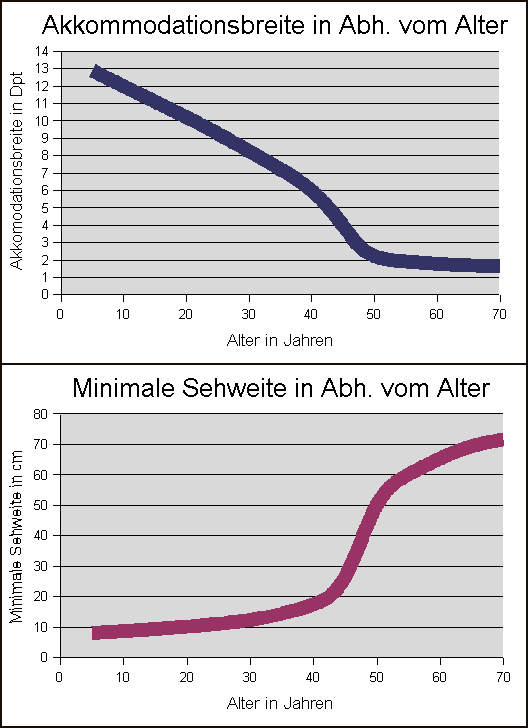
Ackomodationsbredd i dioptri och närpunkt som funktion av ålder

Ackommodation, ögats närinställning, är förmågan att förändra brytkraften i ögats lins.

## Fysiologi
Det mänskliga ögats ackommodation sker genom en ändring av linsens brytkraft. Genom aktiv verkan av ciliarmuskelspänningen kan spänningen i linskapseln ändras. Linsen ändrar sin yttre form såväl som sin inre struktur; kombinationen av dessa förändringar ökar linsens brytkraft.
Det avstånd på vilket man ser skarpt varierar mellan närpunkten (vid full ackommodation) och fjärrpunkten (vid ackommodationsvila). I ett friskt öga utan synfel är fjärrpunkten på oändligt avstånd, det vill säga man kan se skarpt även på långt håll. Närpunkten för en ung människa ligger på mellan fem och sju centimeters avstånd. Ackommodationskraften för det mänskliga ögat är normalt från 0 till +3,5 dioptrier, medan ett litet barn kan klara av att ackommodera upp till +10 eller +15 dioptrier under kortare perioder. Förmågan att ackommodera fungerar smidigt fram till 40-45-årsåldern; därefter försämras den gradvis och upphör nästan helt att fungera i 60-65-årsåldern.
Svårigheter att ändra ackommodationen gör att man inte ser skarpt på vissa avstånd (upp till 150 cm). Sådana svårigheter benämns ålderssynthet (presbyopi), och yttrar sig i första hand i behovet av läsglasögon, men även återgången till ackommodationsvila gör att en ålderssynt tillfälligtvis kan ha svårt att se på långt håll.